# Brachynemurus henshawi
Brachynemurus henshawi là một loài côn trùng trong họ Myrmeleontidae thuộc bộ Neuroptera. Loài này được Hagen miêu tả năm 1887.